# Aleuas I. von Larisa
Aleuas I. der Rothaarige (altgriechisch Ἀλεύας ὁ Πυρρός Aleúas ho Pyrrhós), Sohn der Archedike, war der halblegendäre Stammvater des antiken griechischen Geschlechts der Aleuaden, das über das thessalische Larisa herrschte. Er lebte wahrscheinlich von der Mitte bis in die zweite Hälfte des 6. vorchristlichen Jahrhunderts.
Wie alle bedeutenden Familien des antiken Thessalien wurde auch die des Aleuas den Abkömmlingen des Herakles über dessen Sohn Thessalos zugerechnet. Aleuas selbst soll die Gunst der Götter durch einen Drachen erhalten haben, der sich in ihn verliebt habe, als er gerade eine Schafsherde an den Hängen des Berges Ossa hütete. Der Drache soll ihm seine Haare geküsst, sein Gesicht abgeleckt und ihm sonstige Geschenke dargebracht haben. Wegen seines stolzen und unbändigen Charakters soll Aleuas von seinem Vater missachtet, von seinem Onkel aber insgeheim unterstützt worden sein. Als der Vater per Losverfahren vom Orakel in Delphi die Frage nach der Königsherrschaft über Thessalien beantwortet haben wollte, hatte der Onkel heimlich ein Los mit Aleuas’ Namen untergeschoben, das sogleich von der Pythia gezogen wurde, womit der Wille der Götter zugunsten von Aleuas bestätigt wurde. Der Vater erhob darauf Einspruch, aber in einer erneuten Befragung votierte die Pythia ein zweites Mal für „den rothaarigen Mann, den Sohn der Archedike“.
Laut Aristoteles ging die Wehrverfassung des thessalischen Bundes auf Aleuas zurück. Demnach hatte er die Einteilung Thessaliens in die vier Wehrbezirke (tetras) Thessaliotis, Phthiotis, Pelasgiotis und Hestiaiotis vorgenommen, die wiederum in mehrere Landgüter (kleroi) unterteilt waren. Jeder kleros hatte im Krisenfall 40 Reiter und 80 Hopliten bzw. Peltasten (benannt nach ihrem Schild, der peltà) zu stellen. Zur Führung des vereinten Bundesheeres wurde das ursprünglich nichterbliche Amt der tageia geschaffen, das Aleuas als erster innehatte. Andererseits wird auch dem Dynasten Skopas I. von Krannon ein konstitutives Wirken bei der Etablierung der thessalischen Wehrordnung zugeschrieben.
Sein Sohn war wohl Simos, welcher der Vater des Aleuas II. war.